# Acmaeodera flavopicta
Acmaeodera flavopicta är en skalbaggsart som beskrevs av Waterhouse 1889. Acmaeodera flavopicta ingår i släktet Acmaeodera och familjen praktbaggar. Inga underarter finns listade i Catalogue of Life.